# Apatura carolina
Apatura carolina är en fjärilsart som beskrevs av Jean Guillaume Audinet Serville 1820/30. Apatura carolina ingår i släktet Apatura och familjen praktfjärilar. Inga underarter finns listade i Catalogue of Life.